# Daniel Sturgeon
Daniel Sturgeon (Mount Pleasant, 1789. október 27. – Uniontown, 1878. július 3.) az Amerikai Egyesült Államok szenátora (Pennsylvania, 1840–1851).